# Enrique Meneses

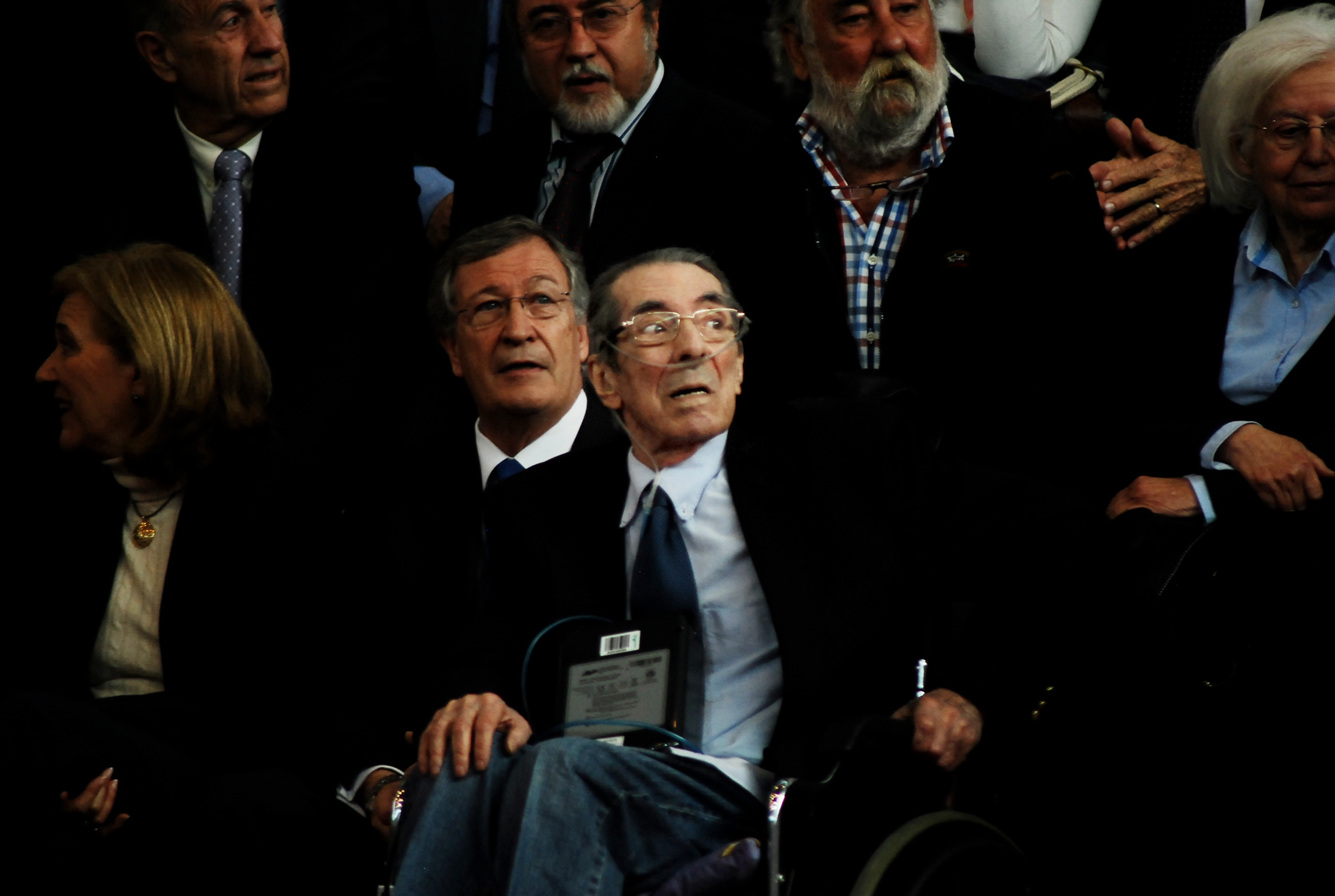
Enrique Meneses

Enrique Meneses Miniaty (* 21. Oktober 1929 in Madrid; † 6. Januar 2013 ebenda) war ein spanischer Journalist und Fotograf.

## Leben und Wirken
Enrique Meneses hatte sein Journalistendebüt mit 17 Jahren, als der Torero Manolete ums Leben kam. In der Folgezeit zog ihn seine Arbeit unter anderem nach Kuba, Afrika und auf den Balkan. Er berichtete von der Suezkrise, vom Bosnienkrieg und anderen internationalen Konflikten. Auch Fotos von Picasso, dem Dalai Lama und Hussein von Jordanien gehören zu seinen Werken.
Seine eigentliche Berühmtheit erlangte Meneses mit während seines viermonatigen Aufenthalts 1957 und 1958 in der kubanischen Sierra Maestra entstandenen Fotos von Fidel Castro, Che Guevara und anderen Guerillakämpfern gegen die Diktatur Fulgencio Batistas. Die Negative seiner dort geschossenen Fotos wurden, versteckt vor den Sicherheitskräften Batistas, in der Unterhose eines Mädchens zuerst nach Miami geschmuggelt und erschienen später in der französischen Illustrierten Paris Match und halfen somit, die kubanische Revolution weltweit bekannt zu machen. Meneses wurde von der Polizei festgenommen und während seiner sechstägigen Haft geschlagen. Er kehrte nie wieder nach Kuba zurück.

## Veröffentlichungen
- Fidel Castro: Beschreibung einer Revolution. Bechtle, München/Esslingen 1968.